# Zeche Joseph II
Die Zeche Joseph II ist ein ehemaliges Steinkohlenbergwerk  in Essen-Kupferdreh. Die Kleinzeche war nur fünf Jahre in Betrieb. Während dieser kurzen Betriebszeit wechselte zweimal der Besitzer.

## Geschichte
Am 1. Januar des Jahres 1952 wurde die Zeche Joseph II im Deipenbecktal in Betrieb genommen. Der erste Besitzer war die Firma Nöckersberg. Bereits am 1. März desselben Jahres übernahm die Firma Gebrüder Köttgen & Co das Bergwerk. Die ersten bekannten Förder- und Belegschaftszahlen stammen aus dem Jahr 1954, damals wurde mit 18 Bergleuten eine Förderung von 2694 Tonnen Steinkohle erbracht. Am 1. August des Jahres 1955 wechselte der Besitzer erneut, diesmal übernahm die Firma Fischer & Morain oHG die Leitung des Bergwerks. Aus diesem Jahr stammen auch die letzten bekannten Förder- und Belegschaftszahlen des Bergwerks – mit 20 Bergleuten wurden 1154 Tonnen Steinkohle gefördert. Am 28. Dezember des Jahres 1957 wurde die Zeche Joseph II stillgelegt. Im darauffolgenden Jahr wurden die Grubenbaue verfüllt.